# Tupoljev MTB-2
Tupoljev MTB-2 (Морской Тяжелый Бомбардировщик — "Morskoy Tjaželij Bomardirovščik"), znan tudi kot ANT-44  je bil težki štirimotorni bombniški leteči čoln, ki je lahko operiral tudi s kopnega. Letalo so zgradili leta 1935 v Sovjetski zvezi, prvi let je bil 19. aprila 1937. Zgradili so samo 2 prototipa, nadaljnji razvoj je preprečila nemška invazija.
Drugi prototip z oznako ANT-44bis (ANT-44D) je podrl več rekordov v svojem razredu:
- 17. junij 1940: dosegel višino 7595 m brez tovora
- 17. junij 1940: dosegel višino 7134 m s 1000 kg tovora
- 19. junij 1940: dosegel višino 6284 m s 2000 kg tovora
- 19. junij 1940: dosegel višino 5219 m s 5000 kg tovora
- 28. september 1940: Dosegel največjo hitrost 277,4 km/h (150 vozlov, 172 mph) na 1000 km dolgem letu s 1000 kg (tovora
- 7. oktober 1940: Dosegel največjo hitrost 241,9 km/h (131 vozlov, 150 mph) na 1000 km dolgem letu s 2000 kg tovora

## Specifikacije (ANT-44D)
Splošne karakteristike
- Posadka: 7-8
- Dolžina: 22,42 m (73 ft 7 in)
- Razpon kril: 36,45 m (119 ft 7 in)
- Višina: 7,88 m (25 ft 10,2 in)
- Površina kril: 144,7 m² (1557,5 ft²)
- Teža praznega letala: 13000 kg (28660 lb)
- Naložena teža: 19000 kg (41888 lb)
- Pogon letala: 4 ×  Bencinski zvezdasti motorji Tumanski M-87A, 709 kW (950 KM)  vsak

 Zmogljivost 
- Maks. hitrost: 355 km/h (192 vozlov, 221 mph)
- Potovalna hitrost: 240-250 km/h (149-155 mph)
- Doseg: 1820 km (1131 milj)
- Največji doseg: 4500 km (2430 nmi, 2796 milj)
- Trajanje leta: 19 ur pri 240 km/h
- Višina leta: 21325 ft (6500 m) 7200 m maks.
- Obremenitev kril: 131 kg/m² (27 lb/ft²)
- Razmerje moč/teža: 149 W/kg (0,09 KM/lb)

Oborožitev

2x 20mm ŠVAK top, 4 x7.62mm ŠKAS strojnice, 2000kg-4000kg bomb